# مناره شمس تبریزی
مناره شمس تبریزی مناره‌ای مربوط به شدهٔ ۶ ه‍.ق است و در خوی، بلوار شمس تبریزی، کوچه شمس واقع شده و این اثر در تاریخ ۱۴ بهمن ۱۳۵۲ با شمارهٔ ثبت ۹۶۶ به‌عنوان یکی از آثار ملی ایران به ثبت رسیده‌است. این مناره در صحن آرامگاه شمس تبریزی از صوفیان و عارفان پرآوازه ایرانی است.
مناره شمس‌تبریزی برج زیبایی است که در گذشته در وسط باغ مشجری در گوشه شمال‌غربی شهر خوی قرار گرفته بود . امروزه این مناره در میان ساخت و سازهای جدید شهری در محله شمس‌تبریزی شهر خوی قرار گرفته است .

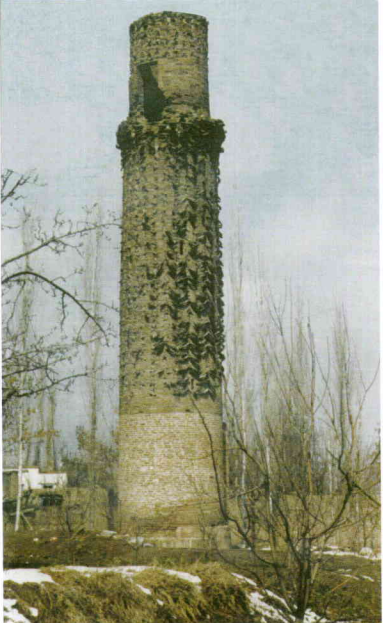
تصویری تاریخی از منار شمس تبریزی

## پیشینه
روی دیوارهای ورودی، شماری برنوشته نمایش داده شده‌است که دربردارنده اطلاعات تاریخی دربارهٔ شمس تبریزی و مولانا و همچنین بنا و معماری این اثر تاریخی است. در زمینه وابستگی این مناره با شمس چنین آمده‌است:

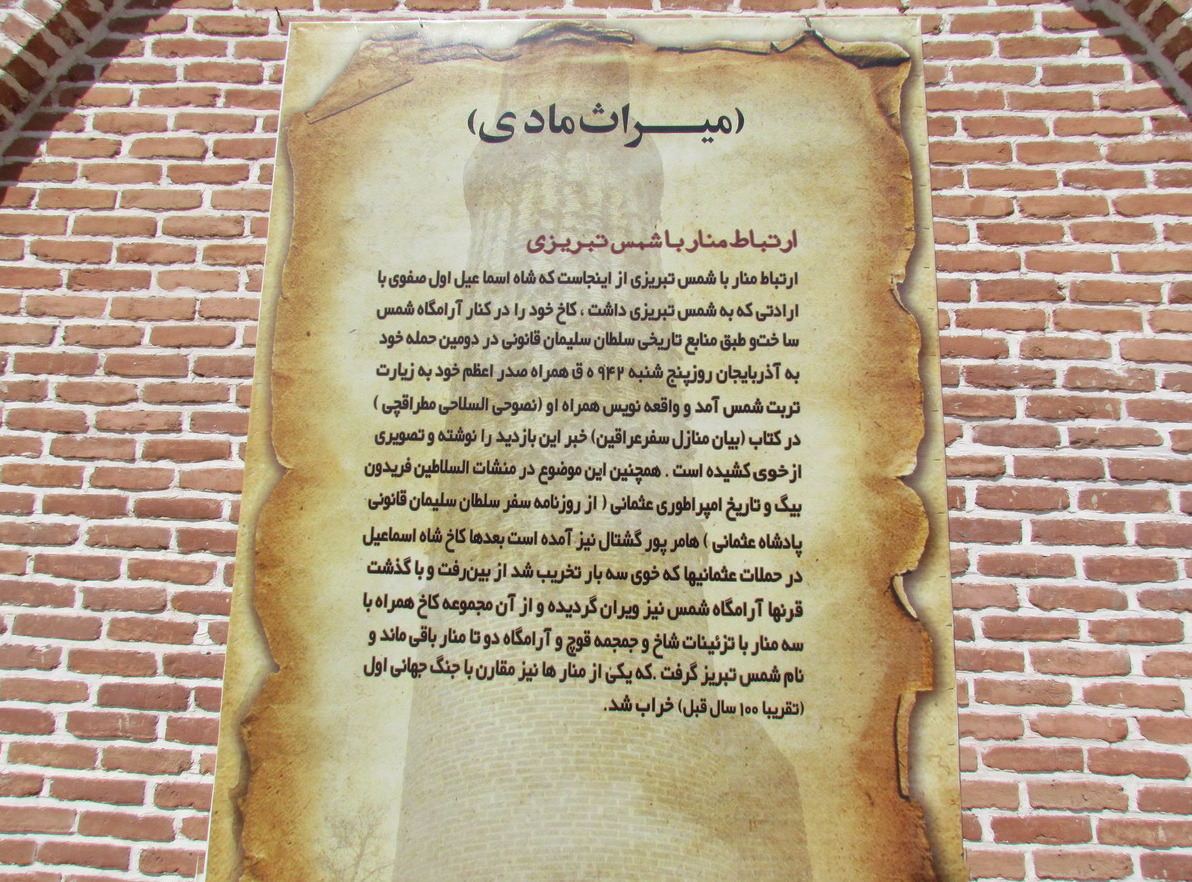
در توضیح مناره

«ارتباط مناره شمس تبریزی از اینجاست که شاه اسماعیل اول صفوی با ارادتی که به شمس تبریزی داشت، کاخ خود را در کنار آرامگاه شمس ساخت و طبق منابع تاریخی، سلطان سلیمان قانونی در دومین حمله خود به آذربایجان روز پنج شنبه ۹۴۲ هـ.ق. همراه صدر اعظم خود به زیارت تربت شمس آمد و واقعه‌نویس همراه او نصوحی السلاحی مطراقچی در کتاب «بیان منازل سفر عراقین» خبر این بازدید را نوشته و تصویری از خوی کشیده‌است. همچنین این موضوع در «منشأت السلاطین» اثر فریدون بیگ و «تاریخ امپراطوری عثمانی» از روزنامهٔ سفر سلطان سلیمان قانونی پادشاه عثمانی هامر پورگشتال نیز آمده‌است. بعدها کاخ شاه اسماعیل در حملات عثمانی‌ها که خوی سه بار تخریب شد از بین رفت و با گذشت قرن‌ها آرامگاه شمس نیز ویران گردیده و از آن مجموعه کاخ همراه با سه منار با تزئینات شاخ و جمجمه قوچ و آرامگاه دو تا منار باقی ماند و نام شمس تبریز گرفت که یکی از منارها نیز مقارن با جنگ جهانی اول (تقریبا صد سال قبل) خراب شد.»

## معماری

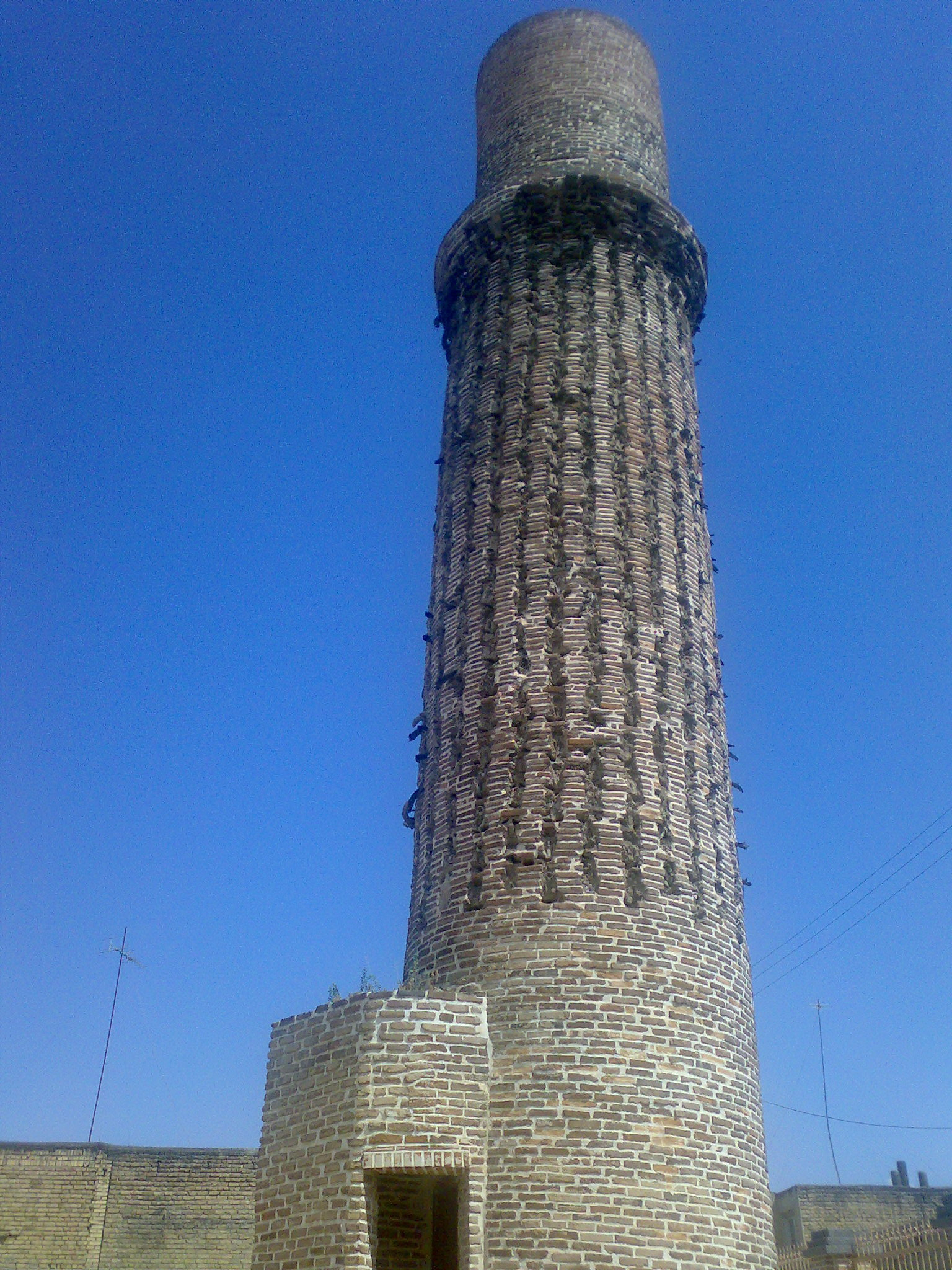
مناره شمس تبریزی

مناره شمس تبریزی باقیماندهٔ مقبره‌ای با همین نام است که بر روی مزار منسوب به شمس تبریزی در شهر خوی قرار دارد. این بنا در محلهٔ امامزاده سید بهلول در شمال غربی شهر خوی واقع شده‌است. سطح بیرونی این مناره با شاخ‌هایی از قوچ وحشی که شاه اسماعیل صفوی طی اقامت چهل روزه‌اش در کوه چله خانهٔ خوی شکار کرده بود، تزیین شده‌است.
طبق اسناد موجود، این بنا به دستور شاه اسماعیل صفوی ساخته شده و مناره آن به وسیله شاخ قوچ‌های وحشی تزئین شده‌است. از شاخ قوچ در مناره یاد شده برای نشان دادن قدرت و مهارت شاه اسماعیل در شکار قوچ در یک روز صورت گرفته‌است.
مدارک و تصاویر مینیاتوری باقیمانده از مقبره شمس تبریزی در شهرستان خوی نشان می‌دهد این بنا در ابتدا از ۳ مناره دور قبر شمس تشکیل شده بود که به دلایل طبیعی اکنون تنها یکی از آنها مانده‌است.
برج شمس تبریزی ۳٫۴۰ متر قطر داشته و مساحت آن نیز ۱۱ متر است. مقبره شمس تبریزی دارای برجی به ارتفاع ۱۷ متر است و آرامگاه شمس در فاصله ۱۰ متری از مقبره ساخته شده قرار دارد.

## قطعیت انتساب مزار به شمس تبریزی
محمدعلی موحد، پژوهشگر و مورخ و مولوی‌شناس معاصر، معتقد است که این مناره و آرامگاه بی‌تردید متعلق به شمس تبریزی است و این مزار دست‌کم از اوایل قرن نهم هجری قمری به نام شمس شناخته می‌شده‌است. وی همچنین اسنادی را نقل می‌کند که بنا به آن‌ها سلطان سلیمان قانونی و مراد سوم طیّ حملات خود به آذربایجان برای زیارت تربت شمس به خوی رفته‌اند. موحد از قول مورخ رسمی عثمانی نقل می‌کند که: «اکنون مرقد حضرت شمس تبریزی، نوّرالله مرقده، در خوی است. شکر و سپاس خدا را که زیارت آن مرقد شریف میسر شد.» وی همچنین بر این است که نامیدن مزاری در قونیه به نام مرقد شمس صرفاً جنبهٔ تبلیغات و منافع توریستی دارد.

## نگارخانه

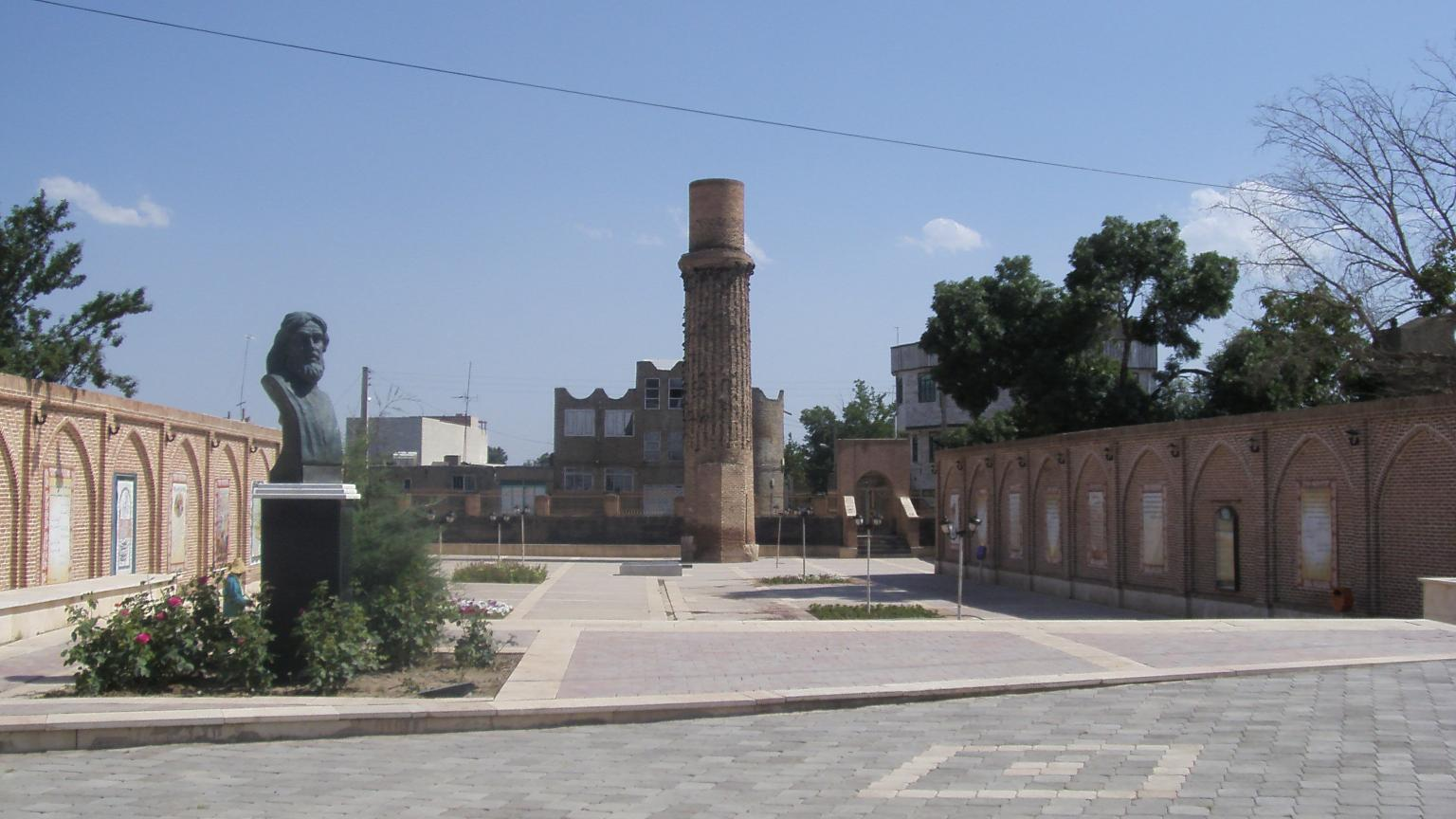
صحن آرامگاه و مناره شمس تبریزی
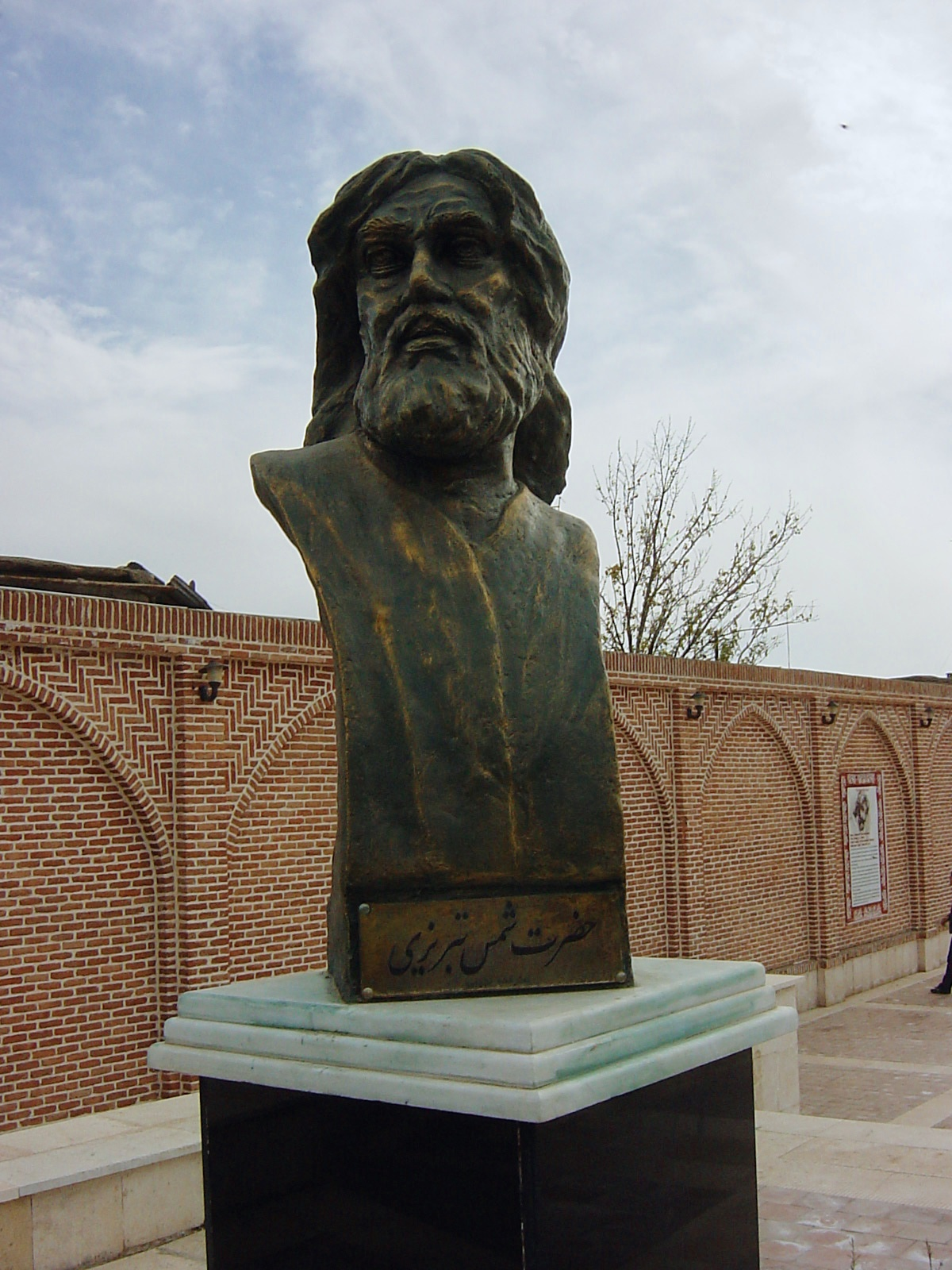
سردیس شمس تبریزی
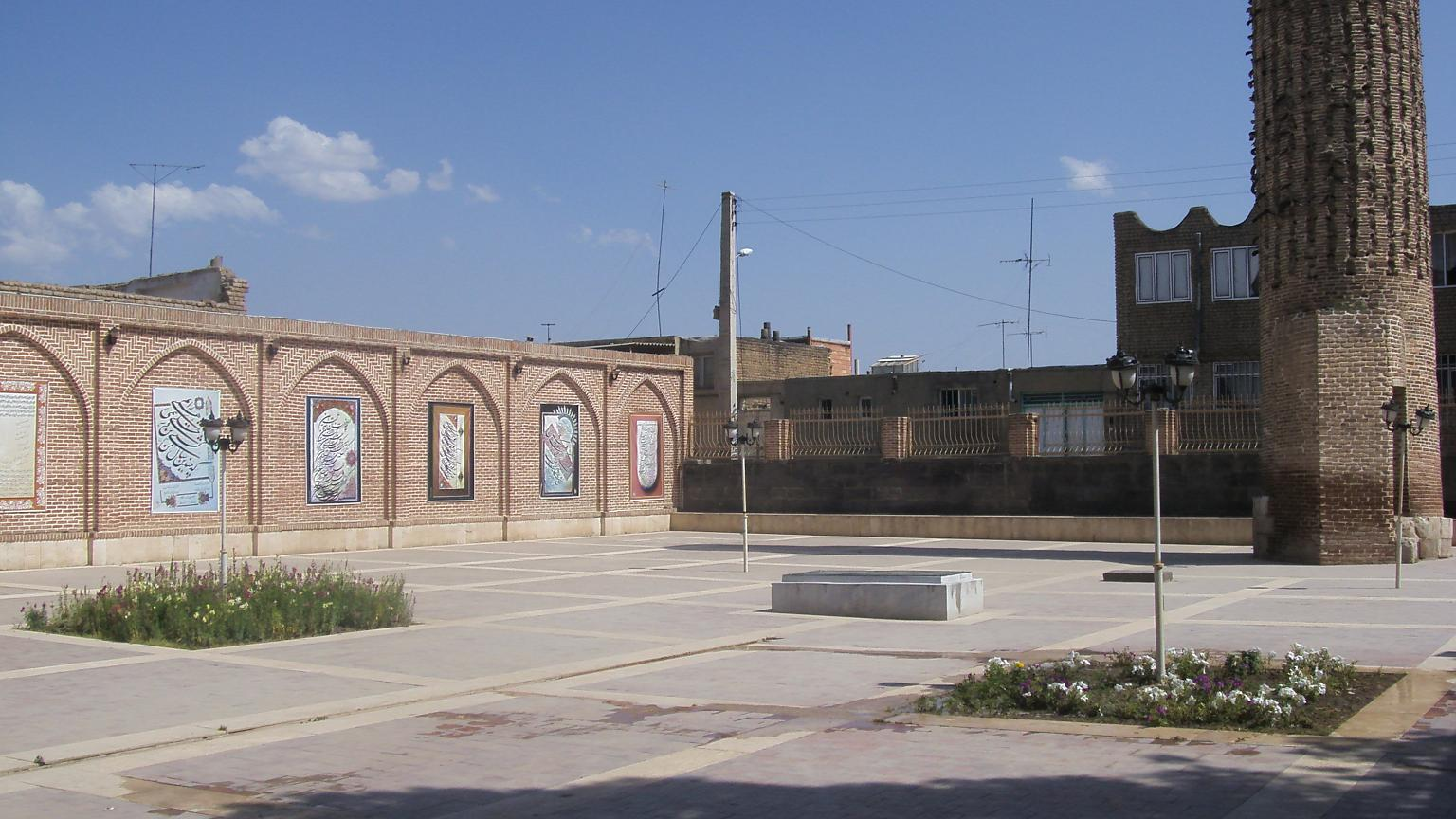
صحن آرامگاه و مناره شمس تبریزی